# Helen Jones
Pour les articles homonymes, voir Jones.
Helen Mary Jones (née le 24 décembre 1954) est une femme politique travailliste britannique qui est députée de Warrington North de 1997 à 2019.
Elle est ministre de l'ombre pour les communautés et le gouvernement local et ministre de l'intérieur de l'ombre.

## Jeunesse
Jones est née et grandit à Chester, fille de Robert Edward Jones et de Mary Scanlan .
Elle fait ses études à l'école primaire de St Werburgh et au couvent des Ursulines à Chester. Elle est titulaire d'un BA de l'University College de Londres et d'un MEd de l'Université de Liverpool et détient des diplômes de l'ancien Chester College et de l'Université métropolitaine de Manchester.
Jones est employée comme professeur d'anglais, avocat, agent de développement pour l'organisme de bienfaisance pour la santé mentale MIND et agent de justice et de paix dans l'archidiocèse catholique de Liverpool.
Elle siège au conseil municipal de Chester de 1984 à 1991. Elle se présente sans succès dans la circonscription du Lancashire Central aux Élections européennes de 1984 au Royaume-Uni et à North Shropshire et Ellesmere Port et Neston aux élections générales de 1983 et 1987 respectivement.

## Carrière parlementaire
En 1997, Jones est choisie comme candidat du Parti travailliste pour le siège travailliste «sûr» de Warrington North et est élue avec 62,1% des voix aux élections générales cette année-là.
Jones est membre des comités spéciaux de la Chambre des communes sur la restauration (1997-1998), l'administration publique (1998-2000) et l'éducation et l'emploi (1999-2001 et 2003-2003). Elle est membre des commissions d'arrière-ban du Parti travailliste sur les affaires intérieures (2002–), l'éducation et l'emploi (1997–2001), la santé (1997–2001) et le développement international (1997–2001). Elle fait partie des groupes multipartites sur l'enlèvement d'enfants (1999–2002) et CAFOD (2003–).
En 2007, Andrew Roth, écrivant pour The Guardian, la décrivait comme une «avocate de gauche intelligente et endurcie au combat, intégrée à la machine travailliste». De juin 2007 à octobre 2008, elle est secrétaire parlementaire privée de la députée Dawn Primarolo, ministre d'État à la Santé. Dans le remaniement ministériel d'octobre 2008, Jones est promue au poste de whip adjoint du gouvernement et est vice-chambellan du ménage de 2009 à 2010. Dans l'opposition au Parlement suivant, elle est ministre de l'ombre pour les communautés et le gouvernement local et ensuite ministre de l'Intérieur fantôme lors d'un remaniement d'octobre 2013 .
Elle démissionne en juillet 2014, affirmant son désir de se concentrer sur les questions communautaires et de s'exprimer librement sur des sujets tels que la fracturation hydraulique et High Speed 2 . En juin 2015, elle est élue à la présidence du Comité de sélection des entreprises, de l'innovation et des compétences et la présidence de la commission spéciale des pétitions .
Elle soutient Owen Smith dans la tentative ratée de remplacer Jeremy Corbyn lors de l'Élection à la direction du Parti travailliste britannique de 2016  Son livre, «Comment être un whip du gouvernement», sur son passage au bureau du whip, est publié par Biteback Publishing en 2016.
Le 30 octobre 2019, peu de temps après l'adoption d'un projet de loi pour une élection générale anticipée, elle annonce qu'elle ne se représente pas aux prochaines élections, après 22 ans passés à représenter la circonscription de Warrington North .

## Vie privée
Elle épouse Michael Vobe le 23 juillet 1988. Ils ont un fils, né en juin 1989, et vivent à Warrington North dans le village de Culcheth.
Jones a employé son mari comme assistant parlementaire.